# 944

## Události
- Konrád Rudý se stal po Otovi Verdunském lotrinským vévodou
- Mírová smlouvá mezi Kyjevskou Rusí a Byzantská říše
- Edmund I. dobyl Northumbrii
- Roman I. Lakapenos byl svými syny Stefanem a Konstantinem sesazen z postu spolucísaře Byzantské říše

## Hlavy států
- České knížectví – Boleslav I.
- Papež – Marinus II.
- Anglické království – Edmund I.
- Skotské královstv – Malcolm I.
- Východofranská říše – Ota I. Veliký
- Západofranská říše – Ludvík IV. Francouzský
- Uherské království – Zoltán
- První bulharská říše – Petr I. Bulharský
- Byzanc – Konstantin VII. Porfyrogennetos